# Hodobana, Alba
Hodobana este un sat în comuna Arieșeni din județul Alba, Transilvania, România.

## Obiective turistice
- Rezervația naturală Hodobana (1 ha).
- Rezervația naturală Avenul cu două intrări (1 ha).
- Rezervația naturală Izbucul Tăuzului (1 ha).